# Ovophis makazayazaya
Ovophis makazayazaya es una especie de serpiente del género Ovophis, familia Viperidae. Fue descrita por Takahashi en 1922. Es una serpiente venenosa.

## Distribución
Esta especie se encuentra entre 500 y 2200 m de altitud en el sureste de la República Popular China; en Taiwán y en el norte de Vietnam.

## Etimología
El nombre de su especie se le dio en referencia a su lugar de descubrimiento, Makazayazaya en Taiwán.